# FC Dieppe
Football Club Dieppois – francuski klub piłkarski z siedzibą w Dieppe.

## Historia
Klub został założony 18 listopada 1896. Nigdy nie występował w najwyższej klasie rozgrywkowej, spędził natomiast dwa sezony na poziomie drugiej ligi, a także 18 sezonów na poziomie trzeciej ligi.

### Historia występów w drugiej i trzeciej lidze
| Sezon   | Poziom | Liga       | Grupa | Miejsce | Uwagi  |
| ------- | ------ | ---------- | ----- | ------- | ------ |
| 1936/37 | III    | Division 3 | –     | 3.      | awans  |
| 1937/38 | II     | Division 2 | –     | 20.     |        |
| 1938/39 | II     | Division 2 | –     | 22.     | spadek |
| 1952/53 | III    | CFA        | Nord  |         | spadek |
| 1956/57 | III    | CFA        | Ouest |         |        |
| 1957/58 | III    | CFA        | Nord  |         |        |
| 1958/59 | III    | CFA        | Ouest |         |        |
| 1959/60 | III    | CFA        | Ouest | spadek  |        |
| 1961/62 | III    | CFA        | Nord  |         |        |
| 1962/63 | III    | CFA        | Nord  |         |        |
| 1963/64 | III    | CFA        | Nord  |         |        |
| 1964/65 | III    | CFA        | Nord  | spadek  |        |
| 1967/68 | III    | CFA        | Nord  |         |        |
| 1968/69 | III    | CFA        | Nord  | spadek  |        |
| 1973/74 | III    | Division 3 | Nord  |         |        |
| 1974/75 | III    | Division 3 | Nord  |         |        |
| 1975/76 | III    | Division 3 | Ouest | spadek  |        |
| 1979/80 | III    | Division 3 | Nord  |         |        |
| 1980/81 | III    | Division 3 | Nord  |         |        |
| 1981/82 | III    | Division 3 | Nord  | spadek  |        |

## Reprezentanci kraju grający w klubie
stan na listopad 2023
|  | - Jean-Louis Buron - André Doye - Michel Payen - Julien Stopyra - Johan Branger - Geoffray Durbant |  | - Kevin Sainte-Luce - Jaurès Moukila - Steeve Penel - Demba Sow - Solomon Morris - Sékou Touré |